# マーベル スパイダーマン
『マーベル スパイダーマン』（Marvel's Spider-Man）もしくは『スパイダーマン』（Marvel's Spider-Man）とは、アメリカ合衆国のディズニー・マーベルアニメ。

## 概要
基本的な設定や導入部は既存シリーズのフォーマットをなぞる。ただしコミック版やこれまでのアニメ、映画版の一部設定を取り入れリミックスしつつ展開する。
- ピーターはホライズン高校に通う少年として描かれる
- 学友としてヒロイン・グヴェンが登場し同じ高校に通う
- ハリーはピーターと親友の関係にあるが父が経営するオズボーン学園に通っている
- オズボーン学園はホライズン高校と競合関係にあり、父ノーマンがオズコープ社とともに運営し暗躍する設定となっている
- アルティメット・ユニバースにおける二代目スパイダーマン、マイルス・モラレスも登場し、ピーターと共闘する。スーパースパイダーに噛まれる経緯や能力に関しては一部コミック版とは異なっている

## 製作
2016年10月8日にパネル・ディスカッションでコート・レインが、2017年よりリブート版となる新アニメシリーズが製作される事を発表した。

## 放送・配信
放送開始当初からシーズン2までは30分番組だったが、シーズン3では1時間番組となっている。

### アメリカ
アメリカではディズニーXDにおいて2017年6月28日に本編のプロローグとなる1話4分・全6話のショートエピソードが放送され、シーズン1では同年8月19日から2018年2月18日まで、シーズン2は同年6月18日から2019年12月1日まで、シーズン3は2020年4月19日から2020年10月25日までは副題に（Maximum Venom）が付いた上で放送された。

### 日本
日本ではアメリカに先行して、日本のBS放送Dlifeで2017年7月22日から2020年3月28日まで放送され、ディズニーXDでは2017年9月8日から2021年1月31日まで放送され、2021年2月6日からディズニー・チャンネルで放送されている。前述にあるショートエピソードについては再編集の上、日本では本編第3話として放送された。シーズン3「マキシマム・ヴェノム」は2022年2月6日から4月24日までディズニーチャンネルで前編・後編に分けて放送された。
アメリカでは現在、Disney+で配信されており、日本ではディズニーデラックスで配信していたが、現在はDisney+で配信されている（ショートエピソードは第1話として配信）。

## キャラクター
担当声優は英語オリジナル（英）、日本語版吹替（吹）の順に表記する

### メイン
スパイダーマン / ピーター・パーカー
声 - ロビー・デイモンド（英）、岩中睦樹（吹）
マックス・モデル
声 - フレッド・タタショア (英)、佐々健太（吹）
ホライズン高校の校長

### その他のヒーロー
ミズ・マーベル
声 - キャスリーン・カヴァリ (英)、御沓優子（吹）
アイアンマン / トニー・スターク
声 - ミック・ウィンガート（英）、川原慶久（吹）
スターク・インダストーリーズの発明家・兼・CEO。
アイアンハート / リリ・ウィリアムズ
声 - ソフィア・ワイリー（英）、不明（日）
アフリカ系アメリカ人の女の子で、アイアンマンのようなスーツで戦うヒーロー。友達思いではあるが、みんなから自分が言ったことが冗談だと思われたり、自分の方が賢いと思われるとイライラしてしまう。

### ピーター・パーカーの家族
メイおばさん
声 - ナンシー・リナリ (英)、三沢明美（吹）
ベンおじさん
このアニメでは既に強盗の銃撃で亡くなられており、ピーターの回想のみに登場する。

### デイリービューグル社
J・ジョナ・ジェイムソン
声 - ボブ・ジョールズ（英）、ボルケーノ太田（吹）
デイリービューグル社の社長・兼CEO。
ベティ・ブラント
デイリービューグル社の秘書。ジェイムソンから大事な依頼があったときは、一切喋らずに渡す。
ロビー・ロバートソン
声 - アーニー・ハドソン（英）、不明（吹）
デイリービューグル社の社員の1人。

### オズボーン・アカデミーの在校生
ジョン・ジェイムソン大佐
声 - ジョシュ・キートン（英）、時永ヨウ（吹）

### ホライズン高校の在校生
ゴーストスパイダー / グウェン・ステイシー
声 - ローラ・ベイリー（英）、大平あひる（吹）
アニャ・コラゾン
声 - メラニー・ミニチーノ（英）、沖佳苗（吹）
マイルス・モラレス
声 - ナジ・ジェター (英)、鈴木晴久（吹、シーズン1のみ）、地蔵堂武大（吹、シーズン2～）
グレーディ・スクラップス
声 - スコット・メンヴィル（英）、藤原太智（吹）

### ミッドタウン高校の在校生
ランディ・ロバートソン
声 - ジーノ・ロビンソン（英）、不明（吹）
メリージェーン・ワトソン
声 - フェリシア・デイ（英）、不明（吹）
ミッドタウン高校のマスコットを務めている。
リズ・アレン
声 - ナタリー・ランダー（英）、北原沙弥香（吹）
フラッシュ・トンプソン
声 - ベンジャミン・ディスキン（英）、鈴木佑治（吹）

### ヴィラン
ホブ・ゴブリン / ハリー・オズボーン
声 - マックス・ミッテルマン（英）、佐藤愁貴（吹）
グリーン・ゴブリン /ノーマン・オズボーン
声 - ジョシュ・キートン（英）、花田光（吹）
ドクター・オクトパス / オットー・オクタヴィアス
声 - スコット・メンヴィル（英）、菅原雅芳（吹）
レディー・オクトパス
声 - カーリ・ウォールグレン（英）、不明（吹）
サンドマン
声 - トラヴィス・ウィリン（英）、不明（吹）
ヴァルチャー / エイドリアン・トゥームス
声 - アラスター・ダンカン（英）、佐々木啓夫（吹）
ライノ / アレクセイ・シチェビッチ
声 - マシュー・マーサー（英）、堀総士郎（吹）
ブラック・ウィドウ
声 - ローラ・ベイリー（英）、木下紗華（吹）
ショッカー / ハーマン・シュルツ
声 - キャメロン・ボイス（英）、藤原太智（吹）
ハンマーヘッド
声 - ジム・カミングス（英）、不明（吹）
アリステア・スマイス博士
声 - ジェイソン・スピサック（英）、笠原雄介（吹）
ブラックキャット
声 - グレイ・デリスル（英）、佐竹海莉（吹）
ティンカラー
声 - アーロン・エイブラムス（英）、不明（吹）
スコーピオン
声 - ジェイソン・スピサック（英）、不明（吹）
スクリーム
声 - メグ・ドネリー（英）、高瀬友（吹）
エディ・ブロック / ヴェノム
声 - ベン・プロンスキー（英）、不明（吹）
元デイリービューグル社のカメラマン。

### そのほか
- その他 - ニケライ・ファラナーゼ[23]（女性占い師、女性レスラー）

## サブタイトル
※日本初放送日は以下の通り。
- 短編 - 2017年8月5日（Dlife）
- シーズン1 - 2017年7月22日 - 2018年4月14日（Dlife）
- シーズン2 - 不明（ディズニーXD、新作放送の資料探索中）
- シーズン3 - 2022年2月6日 - 2022年4月24日（ディズニーチャンネル）

| 話数                              | 話数      | 話数        | サブタイトル                       | 原題                                   | 日本初放送日               |
| US                                | JP 放送版 | JP プラス版 | サブタイトル                       | 原題                                   | 日本初放送日               |
| オリジン                          | オリジン  | オリジン    | オリジン                           | オリジン                               | オリジン                   |
| --------------------------------- | --------- | ----------- | ---------------------------------- | -------------------------------------- | -------------------------- |
| 1                                 | 3         | 1           | すべての始まり                     | Introduction!                          | 2017年8月5日               |
| 2                                 | 3         | 1           | すべての始まり                     | Operation Observation!                 | 2017年8月5日               |
| 3                                 | 3         | 1           | すべての始まり                     | Here Comes Hypothesis!                 | 2017年8月5日               |
| 4                                 | 3         | 1           | すべての始まり                     | Prepare for Prediction!                | 2017年8月5日               |
| 5                                 | 3         | 1           | すべての始まり                     | Experimentation Awaits!                | 2017年8月5日               |
| 6                                 | 3         | 1           | すべての始まり                     | The Exciting Conclusion!               | 2017年8月5日               |
| シーズン1                         |           |             |                                    |                                        |                            |
| 1                                 | 1         | 2           | ホライズン高校 パート1             | Horizon High Part 1                    | 2017年7月22日              |
| 2                                 | 2         | 3           | ホライズン高校 パート2             | Horizon High Part 2                    | 2017年7月29日              |
| 3                                 | 4         | 4           | オズボーン・アカデミー             | Osborn Academy                         | 2017年8月12日              |
| 4                                 | 5         | 5           | ブラックキャット                   | Day In The Life, A                     | 2017年8月19日              |
| 5                                 | 6         | 6           | パーティーの騒動                   | Party Animals                          | 2017年8月26日              |
| 6                                 | 7         | 7           | サンドマン                         | Sandman                                | 2017年9月2日               |
| 7                                 | 8         | 8           | シンビオート                       | Symbiotic Relationship                 | 2017年9月9日               |
| 8                                 | 9         | 9           | スターク・エキスポ                 | Stark Expo                             | 2017年9月16日              |
| 14                                | 10        | 15          | スクリューボール                   | Screwball Live                         | 2017年9月23日              |
| 9                                 | 11        | 10          | 新たなスパイダーマン               | Ultimate Spider-Man                    | 2017年9月30日              |
| 10                                | 12        | 11          | クレイブンの『狩りは最高』         | Kraven's Amazing Hunt                  | 2017年10月7日              |
| 11                                | 13        | 12          | ハロウィーンの月                   | Halloween Moon                         | 2017年10月14日             |
| 12                                | 14        | 13          | 吹雪のニューヨーク                 | Spider-Man on Ice                      | 2018年1月20日              |
| 13                                | 15        | 14          | ヴェノム                           | Venom                                  | 2018年1月27日              |
| 15                                | 16        | 16          | ドクター・オクトパスの誕生 パート1 | The Rise of Doc Ock Part 1             | 2018年2月3日               |
| 16                                | 17        | 17          | ドクター・オクトパスの誕生 パート2 | The Rise of Doc Ock Part 2             | 2018年2月10日              |
| 17                                | 18        | 18          | ドクター・オクトパスの誕生 パート3 | The Rise of Doc Ock Part 3             | 2018年2月17日              |
| 18                                | 19        | 19          | ドクター・オクトパスの誕生 パート4 | The Rise of Doc Ock Part 4             | 2018年2月24日              |
| 19                                | 20        | 20          | スパイダーマンの島 パート1         | Spider-Island: Part 1 Invisible Threat | 2018年3月3日               |
| 20                                | 21        | 21          | スパイダーマンの島 パート2         | Spider-Island: Part 2                  | 2018年3月10日              |
| 21                                | 22        | 22          | スパイダーマンの島 パート3         | Spider-Island: Part 3                  | 2018年3月17日              |
| 22                                | 23        | 23          | スパイダーマンの島 パート4         | Spider-Island: Part 4                  | 2018年3月24日              |
| 23                                | 24        | 24          | スパイダーマンの島 パート5         | Spider-Island: Part 5                  | 2018年3月31日              |
| 24                                | 25        | 25          | ホブゴブリン パート1               | The Hobgoblin: Part 1                  | 2018年4月7日               |
| 25                                | 26        | 26          | ホブゴブリン パート2               | The Hobgoblin: Part 2                  | 2018年4月14日              |
| シーズン2                         |           |             |                                    |                                        |                            |
| 26                                | 27        | 27          | ピーター・パーカーの夏休み         | How I Thwipped My Summer Vacation      |                            |
| 27                                | 28        | 28          | 二度目のチャンス                   | Take Two                               |                            |
| 28                                | 29        | 29          | ドク・オックの正体                 | Between an Ock and a Hard Place        |                            |
| 29                                | 30        | 30          | ウェイク・ライダーズ               | Rise Above It All                      |                            |
| 30                                | 31        | 31          | 特別プロジェクト                   | School of Hard Knocks                  |                            |
| 31                                | 32        | 32          | ホーム・パーティー                 | Dead Man's Party                       |                            |
| 32                                | 33        | 33          | ヴェノムの反撃                     | Venom Returns                          |                            |
| 33                                | 34        | 34          | 悪いやつらがやってくる パート1     | Bring on the Bad Guys: Part 1          | 2018年9月14日              |
| 34                                | 35        | 35          | 悪いやつらがやってくる パート2     | Bring on the Bad Guys: Part 2          | 2018年9月14日              |
| 35                                | 36        | 36          | 悪いやつらがやってくる パート3     | Bring on the Bad Guys: Part 3          | 2018年9月14日              |
| 36                                | 37        | 37          | 悪いやつらがやってくる パート4     | Bring on the Bad Guys: Part 4          | 2018年9月14日              |
| 37                                | 38        | 38          | 黒幕                               | Brain Drain                            |                            |
| 38                                | 39        | 39          | リビング・ブレイン                 | The Living Brain                       |                            |
| 39                                | 40        | 40          | スパイダーマンのいない日           | The Day Without Spider-Man             |                            |
| 40                                | 41        | 41          | 最悪の敵                           | My Own Worst Enemy                     |                            |
| 41                                | 42        | 42          | ピーターはコンピューターウイルス？ | Critical Update                        |                            |
| 42                                | 43        | 43          | ドクター・オクトパスの過去         | A Troubled Mind                        |                            |
| 43                                | 44        | 44          | クローク＆ダガー                   | Cloak and Dagger                       |                            |
| 44                                | 45        | 45          | 真のヒーロー                       | Superior                               |                            |
| 45                                | 46        | 46          | 新しい日の始まり                   | Brand New Day                          |                            |
| 46                                | 47        | 47          | セラーの真実                       | The Cellar                             |                            |
| 47                                | 48        | 48          | ゴブリン・ウォーへの道             | The Road to Goblin War                 |                            |
| 48                                | 49        | 49          | ゴブリン・ウォー パート1           | Goblin War: Part 1                     |                            |
| 49                                | 50        | 50          | ゴブリン・ウォー パート2           | Goblin War: Part 2                     |                            |
| 50                                | 51        | 51          | ゴブリン・ウォー パート3           | Goblin War: Part 3                     |                            |
| 51                                | 52        | 52          | ゴブリン・ウォー パート4           | Goblin War: Part 4                     |                            |
| シーズン3（マキシマム・ヴェノム） |           |             |                                    |                                        |                            |
| 52                                | 53-54     | 53-54       | ウェブ・オブ・ヴェノム             | Web of Venom                           | 2022年2月6日2022年2月13日  |
| 53                                | 55-56     | 55-56       | 驚くべき仲間たち                   | Amazing Friends                        | 2022年2月20日2022年2月27日 |
| 54                                | 57-58     | 57-58       | ヴェノムの復讐                     | Vengeance Of Venom                     | 2022年3月6日2022年3月13日  |
| 55                                | 59-60     | 59-60       | スパイダーマンのピンチ             | Spider-Man Unmasked                    | 2022年3月20日2022年3月27日 |
| 56                                | 61-62     | 61-62       | ジェネレーションズ                 | Generations                            | 2022年4月3日2022年4月10日  |
| 57                                | 63-64     | 63-64       | マキシマム・ヴェノム               | Maximum Venom                          | 2022年4月17日2022年4月24日 |

## スタッフ
- 製作総指揮 - アラン・ファイン、ダン・バークレイ、ジョー・カサーダ、ジェフ・ローブ、スタン・リー
- 製作 - マーベルアニメーション
- コンポーザー - ブライアン・タイラー

## 日本語版スタッフ
- 翻訳 - 石山祐子、瀬尾友子
- 演出 - 鍛治谷功
- 録音制作 - HALF H・P STUDIO[24]
- 日本語版制作 - ウォルト・ディズニー・ジャパン